# Szlach peremohy
Szlach peremohy – ukraiński emigracyjny tygodnik społeczno-polityczny, wydawany od 28 lutego 1954 w Monachium, od 1993 we Lwowie, a od 1998 w Kijowie.
Zaczęto go wydawać po rozłamie w emigracyjnej organizacji Zagraniczne Formacje OUN, który miał miejsce w lutym 1954.
Redaktorami byli m.in. P. Kizka, Dmytro Sztykało, D. Czajkowśkyj, Myrosław Styranka, B. Witoszynśkyj, Stepan Łenkawśkyj, H. Drabat, Wołodymyr Kosyk, A. Bedrij, S. Hałamaj, A. Hajdamacha, Josyp Kaszuba, W. Panczuk.
Z czasopismem współpracowali m.in. R. Jendyk, Zenon Pełenśkyj, H. Waszczenko, I. Wowczuk, P. Olijnyczenko, W. Dawydenko, A. Kosowśka, Wiktor Andrijewśkyj, J. Bencal, Sława Stećko, S. Naumowycz, O. Demczuk, Jarosław Hajwas, Roman Rachmannyj, O. Pytliar, Mykoła Czyrowśkyj, F. Kowal, Wołodymyr Łenyk, Łeonid Połtawa i inni.
W budynku należącym do wydawnictwa, oprócz redakcji gazety znajdowała się drukarnia “Cycero”, biura Ukraińskiego Frontu Wyzwoleńczego i Antybolszewickiego Bloku Narodów.
Od 1993 tygodnik był wydawany we Lwowie, a redaktorem naczelnym był Jarosław Swatko. W 1998 redakcję przeniesiono do Kijowa, a redaktorem naczelnym została Marija Bazeliuk (od 2009 Wiktor Roh).